# 小行星4711
小行星4711（英語：4711 Kathy）是一颗围绕太阳公转的小行星。1989年5月31日，亨利·E·霍爾特在帕洛马山发现了此天体。
这颗小行星的绝对星等为243.0528097602039等。